# Епархия Браганса-Миранды

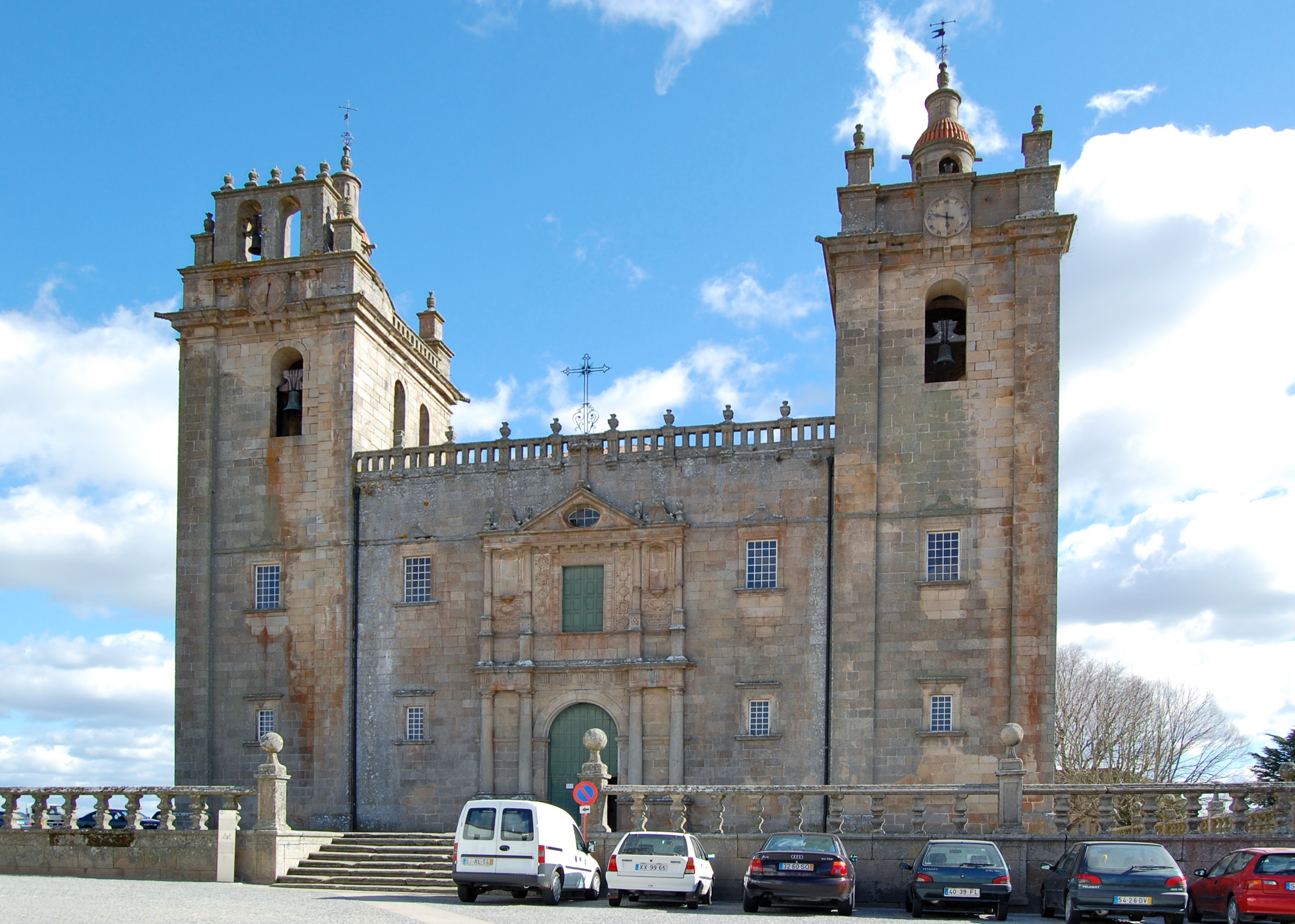
Сокафедральный собор Пресвятой Девы Марии, Миранда-ду-Дору, Португалия

Епархия Браганса-Миранды (лат. Dioecesis Brigantiensis-Mirandensis) — епархия Римско-Католической церкви с центром в городе Браганса, Португалия. Епархия Браганса-Миранды входит в митрополию Браги. Кафедральным собором епархии Браганса-Миранды является церковь Пресвятой Девы Марии Царицы. В городе Миранда-ду-Дору находится сокафедральный собор Пресвятой Девы Марии.

## История
23 марта 1545 года Римский папа Павел III выпустил буллу Pro excellenti Apostolicae Sedis, которой учредил епархию Миранды, выделив её из архиепархии Браги. 
5 марта 1770 года Римский папа Климент XIV издал бреве Patoris Aeterni, которым образовал епархию Браганса, выделив её из епархии Миранды.
27 сентября 1780 года Римский папа Пий VI выпустил буллу «Romanus Pontifex», которой объединил епархии Миранды и Браганса в единую епархию Браганса и Миранды.
20 апреля 1922 года епархия Браганса и Миранды передала часть своей территории в пользу новообразованной епархии Вила-Реала.
С 27 мая 1996 года епархия носит современное название.

## Ординарии епархии
- епископ Бернарду Пинту Рибейру Сейшаш (27.09.1780 — † 9.09.1792)
- епископ Антониу Луиш да Вейга Кабрал-и-Камара (17.06.1793 — † 13.06.1819)
- епископ Луиш де Каштру Перейра (21.04.1821 — † 1.08.1822)
- епископ Жозе Мария де Сантана-и-Норонья (24.05.1824 — † 24.12.1829)
- епископ Жозе Антониу да Силва Ребелу (2.07.1832 — † 7.11.1846)
- епископ Жуакин Перейра Ферраш (28.09.1849 — 10.03.1853), назначен епископом Лейрии
- епископ Жозе Мануэл де Лемуш (7.04.1854 — 18.09.1856), назначен епископом Визеу
- епископ Жуан де Агиар (3.08.1857 — 2.05.1871)
- епископ Жозе Луиш Алвеш Фейжо (5.05.1871 — † 7.11.1874)
- епископ Жозе Мария да Силва Ферран де Карвалью Мартенш (16.02.1875 — 9.08.1883), назначен епископом Порталегре
- епископ Мануэл Бернарду де Соуза Энеш (9.08.1883 — 30.07.1885), назначен епископом Порталегре
- епископ Жозе Алвеш де Мариш (30.07.1885 — † 25.08.1912)
- епископ Жозе Лейте Лопеш де Фария (5.10.1915 — † 23.08.1927)
- епископ Антониу Бенту Мартинш Жуниор (20.06.1928 — 14.07.1932), назначен архиепископом-коадъютором Браги
- епископ Луиш Антониу де Алмейда (7.10.1932 — 4.10.1935)
- епископ Абилиу Аугушту Ваш даж Невеш (8.12.1938 — 20.02.1965)
- епископ Мануэл де Жезуш Перейра (20.02.1965 — † 11.09.1978)
- епископ Антониу Жозе Рафаэл (26.02.1979 — 13.06.2001)
- епископ Антониу Монтеш Морейра (13.06.2001 — 18.07.2011)
- епископ Жозе Мануэл Гарсия Кордейру (с 18.07.2011)

## Источник
- Annuario Pontificio, Libreria Editrice Vaticana, Città del Vaticano, 2003, ISBN 88-209-7422-3